# Joseph-Alexandre Gilbert
Joseph-Alexandre Gilbert (* 8. September 1867 in Québec (Stadt); † 5. Januar 1950 in Québec (Stadt)) war ein kanadischer Geiger und Musikpädagoge.

## Leben
Gilbert begann seine musikalische Ausbildung am Collège de Lévis und setzte sie von 1888 bis 1894 am Conservatoire royal de Liège bei César Thomson fort. Nach seiner Rückkehr nach Kanada begann er seine aktive Laufbahn als Musiker und Lehrer. Mit drei weiteren Mitgliedern des Septuor Haydn – W. Noble Campbell, Arthur Lavigne und Nazaire LeVasseur – schloss er sich 1903 der Société symphonique de Québec (SSQ) an, aus der später das Orchestre Symphonique de Québec hervorging. Er war bis 1934 deren Konzertmeister und war als Nachfolger von Léonidas Dumas von 1903 bis 1906 und erneut 1912–13 deren Präsident. 1911 gründete er das Gilbert String Quartet, in dem er mehr als 30 Jahre die Erste Violine spielte.
Als Violinlehrer wirkte Gilbert u. a. an der Académie commerciale de Québec, am Collège de Lévis, am Jésus-Marie de Sillery Convent, am Internat der Sisters of the Congregation of Notre-Dame in Bellevueu und am Séminaire de Québec. Seit der Gründung 1922 unterrichtete er zudem an der Musikschule der Universität Laval. Zu seinen Schülern zählten Robert Talbot, Edwin Bélanger, Maurice Bernier und Arthur Leblanc. Von 1918 bis 1920 und von 1941 bis 1944 war er Präsident der Académie de musique de Québec, ab 1948 deren Ehrenmitglied. Mehrfach war er Mitglied der Jury zur Vergabe des Prix d'Europe.